# Saunasaari (ö i Norra Österbotten, Brahestad)
Saunasaari är en ö i Finland. Den ligger i sjön Haapajärven tekojärvi och i kommunen Brahestad i den ekonomiska regionen  Brahestads ekonomiska region  och landskapet Norra Österbotten, i den centrala delen av landet, 500 km norr om huvudstaden Helsingfors. Öns area är 3,2 hektar och dess största längd är 320 meter i nord-sydlig riktning.